# Campionat del món de ciclisme en pista de 1909
El Campionat Mundial de Ciclisme en Pista de 1909 es va celebrar a Copenhaguen (Dinamarca) del 14 al 23 d'agost de 1909. La competició es va celebrar al Velòdrom d'Ordrup a la perifèria de Copenhaguen. En total es va competir en 4 disciplines, 2 de professionals i 2 d'amateurs.

## Resultats

### Professional
| Prova                | Or                      | Argent                   | Bronze                       |
| Velocitat individual | Victor Dupré · França   | Gabriel Poulain · França | Walter Rütt · Imperi Alemany |
| Darrere moto         | Georges Parent · França | Louis Darragon · França  | Nat Butler · Estats Units    |

### Amateur
| Prova                | Or                          | Argent                       | Bronze                    |
| Velocitat individual | William Bailey · Regne Unit | Karl Neumer · Imperi Alemany | Maurice Schilles · França |
| Darrere moto         | Leon Meredith · Regne Unit  | Maurice Cuzin · França       | Georges Patou · Bèlgica   |

## Medaller
| Pos. | País           | Or | Plata | Bronze | Total |
| 1    | França         | 2  | 3     | 1      | 6     |
| 2    | Regne Unit     | 2  | 0     | 0      | 2     |
| 3    | Imperi Alemany | 0  | 1     | 1      | 2     |
| 4    | Bèlgica        | 0  | 0     | 1      | 1     |
| -    | Estats Units   | 0  | 0     | 1      | 1     |